# Fortunato Saladino
Fortunato Saladino (Trapani, 1925 – Roma, 2017) è stato un generale italiano, vice comandante generale della Guardia di Finanza dal 1987 al 1988.

## Biografia
Laureato in Giurisprudenza. Frequentata l'accademia della GdF, nel 1948 è nominato sottotenente. Capitano nel 1955, comanda il nucleo di polizia tributaria di Bolzano e poi la compagnia e successivamente il nucleo di polizia tributaria di Vicenza. Da tenente colonnello è comandante del battaglione allievi dell'accademia della Guardia di Finanza. Nominato colonnello nel 1973, ha comandato la legione di Udine. Generale di brigata nel 1978. È poi ispettore della Guardia di Finanza per l'Italia Meridionale con il grado di generale di Divisione 
Il 24 gennaio 1987 è nominato vice comandante generale della Guardia di Finanza, fino al 31 dicembre 1988, massimo grado allora raggiungibile per un ufficiale delle fiamme gialle.
Nel giugno 1990 diviene amministratore unico della Tieffe, società privata socia del colosso pubblico Compagnia Italiana Turismo e coinvolta nel tentativo di privatizzazione della società.